# Neuferchau
Neuferchau este o comună în Saxonia-Anhalt, Germania